# Котія (Сан-Паулу)
Котія (порт. Cotia) — місто і муніципалітет у бразильському штаті Сан-Паулу, розташований на річці Котія, притоці річки Тіете. Муніципалітет в знічній мірі є спальним районом Великого Сан-Паулу. Він відомий як «місто троянд», через розведення в цьому районі великого числа квітів та декоративних рослин. Також тут існують підприємства електричної, хімічної, керамічної, будівельної, текстильної, харчової промисловості, навколо міста вирощуються батати, томати, кукурудза, квасоля, часник та різноманітні фрукти.
| Бразилія | Це незавершена стаття з географії Бразилії. Ви можете допомогти проєкту, виправивши або дописавши її. |